# Acerentulus nemoralis
Acerentulus nemoralis är en urinsektsart som beskrevs av Judith Najt och Vidal Sarmiento 1970. Acerentulus nemoralis ingår i släktet Acerentulus och familjen lönntrevfotingar. Inga underarter finns listade i Catalogue of Life.